# ミストオブカオス
『ミスト オブ カオス』(Mist of Chaos)は、アイディアファクトリーから2007年3月22日に発売されたPlayStation 3用のシミュレーションゲーム。
本作は混沌の霧に包まれた「アデス」と呼ばれる双大陸での、国家と種族による戦いの歴史を綴る物語であり、プレイヤーは八つの勢力のうちから一つを選んで自勢力とし、それぞれに存在するストーリーを進めつつ、全32地域からなる大陸の統一を目指す。

## 世界観
物語の舞台となる「アデス」は大きく二つに分かれた陸地と大小の島を含む双大陸であり、西側の大陸をゼノフィア大陸という。大陸には、人間族の他にもそこから派生した魔族のほか、エルフ族やゴブリン族、人魚族やカエル族といった、様々な種族が暮らしている。だが人間族の独善的な支配が蔓延しており、他の種族は謂れのない迫害を受けている。
過去にゼノフィア大陸の各国が東側の大陸に侵攻し、その多くを植民地化した経緯を持つ。これがリノフィア暦1794年3月から8月の第一次大戦と思われる。
それから10年ほど経った1805年、大陸統一を標榜するブリテオン王国がその圧倒的な軍事力を背景に侵略を開始。わずか12日間で各国は打ち負かされ、世界はその掌中に収まるかと思われた。しかし、この混乱に乗じ、各国の植民地が次々に独立戦争を開始。これが第二次大戦の引き金となった。
各勢力はこの第二次大戦に勝利することを目指し、他勢力との戦いを展開していく。

## システム
システムは「ワールド」と「フィールド」で分けられており、「ワールド」では内政や軍事活動を、「フィールド」では局地戦とでもいうべき戦闘が行われる。
「ワールド」はターン制となっており、各勢力が一つずつ内政と軍事行動を行い、全勢力の行動が終了することで次のターンへと進む。ここでは自勢力の領地や他勢力の領地において「エリアコマンド」と呼ばれる内政や軍事活動を実行できる。ここで「国力」を高め、優秀な武将を求め、敵勢力の領地を攻めることで移行する「フィールド」において戦闘に勝利する事がゲームの主体となる。
「フィールド」は「ワールド」において「訓練」や「侵攻」を行うことで移行し、自軍と敵軍との戦闘が行われる。「ワールド」とは違い、出撃するキャラクターごとの行動順が設定され、ターン制ではない。「フィールド」においての目標は敵軍の殲滅であり、敵部隊を全て倒せばクリアとなる。また、フィールド内には各領地毎に「拠点」が配置されており、これを制圧することで軍資金を得ることが可能である。

## 勢力と登場人物
下記の他にもストーリーの展開によっては特殊な勢力が出現することもある。また、登場人物も上記だけではなく、数多くの武将が存在している。

### ゼディン王国
聖母神が降り立ったとされる地を主な領域とし、様々な種族がともに暮らすアデスでも稀有な国家。アデス教の聖地とされ、多数の信者を擁する。
ルシュエル・アーク（主人公）
声：名塚佳織
親しいものからは「ルーシュ」の愛称で呼ばれる少女。今大戦の数年前、最愛の人をブリテオン王国軍の侵攻によって失っており、彼の願った平和な世界を目指し、戦いに身を投じた。
ロイ・オーエン
声：安斉一博
ゼディン王国王子。他国の蛮行を前に、やむなく戦いを決意した。
アルコス・バハモール
声：陽季想
ゼディン王国の大臣を務めるエルフの老人。
シイラ・アストン
声：鷹村遊
ゼディン王国の女性軍人。
テレサ・テラ
声：畑谷明日香
魔法使いの女性。
フレンチェ・ストルシオ
声：子安武人
王宮付き魔法使いの青年。ロイの側近を務める。

### 神威國
大陸の東に位置する島国。西方大陸からの侵攻を海と独特の戦法によって防いできた。他地域とは異なる特殊な文化を持つ。
幻十狼（主人公）
声：子安武人
神威國の国主たる「第八代将軍」の青年。飢饉や西大陸の大国に対するべく、自国を率いて大陸へと進軍を開始する。なお、幻十狼は幼名であり、元服した現在の名は時綱である。
雷震
神威國の家老を務める老将。75歳の現在でも国のために戦場へ出る。
桜
声：萩乃水城
元公儀隠密のくのいち。変装の達人という噂がある。
北斎
声：綱川博之
神威國の侍大将。「神威の嵐」の名で恐れられる。

### ロア帝国
西方大陸北方にある魔族の帝国。世界一の領域を持つが、大半は極寒の地である。ブリテオン王国の侵攻を幾度となく受けている。
ガーヴェル（主人公）
声：乃村健次
初代皇帝の血を引き、今大戦を勝ち抜くために皇帝に選ばれた魔族の男性。人間によって迫害される魔族の皆を守りたいと願う。
イリス
声：川渕由香里
ロア帝国軍「黒の騎士団」の指揮官で、ダークエルフの女性。「ロアの魔神」として英雄視されている。
マイム
声：古俣麻弥
強大な魔力を持った人間の少女。その力を恐れた両親によって、赤ん坊の頃にロアへ捨てられた過去を持つ。
コノコノ
声：佐藤直喜
マイムの友達である狼型のモンスター。
フルシコ
声：内野一
ロア帝国の大臣を務める魔族の青年。独特の口調で喋る。

### ブリテオン王国
西方大陸北東部に位置する世界最強の軍事大国。世界の単一思想化を旨とするアデス・ブリテオム主義を掲げ、他勢力の殲滅のために大陸統一の道を歩む。この国の侵略が引き金となり、世界を巻き込む今大戦が勃発した。
フレデリック・ハイザー（主人公）
声：加藤将之
ブリテオン王国48代目国王。従わぬ者は全て殺し、恐怖によって他国を圧迫する存在。元来は優しい性格だったが、ある事件をきっかけに豹変した。
ソフィア
声：高橋あみか
ブリテオン王国の王妹。兄とは正反対の優しい性格をしており、幼馴染のトリステンに恋心を抱く。
ラゼウィン
声：遠藤大輔
ブリテオン王国将軍。国王直属の「獅子団」の指揮官を務めるが、王の慈悲のない行動に心を痛めている。
トリステン
声：池崎リョウ
ブリテオン王国の騎士。「獅子団」への入団を熱望する。ソフィアの思いには気づけずにいる。
エマ
声：古俣麻弥
冷静を通り越して冷酷とも言える女騎士。その性格から「氷の女王」として味方からすら恐れられる。

### ガルデス王国
ガルデス山脈に暮らす有翼人種達の王国。リノフィア暦1788年7月に起こったブリテオン王国によるバードマン大量殺戮事件により、当時の王や王妃、第二王子を含む多数の国民を殺されたうえ、同国の植民地となる。今次大戦ではその復讐のため、宗主国を裏切り再独立の道を歩む。
ヴァジュール・ハイン（主人公）
声：大羽武士
両親の死亡により、僅か15歳で王位を継いだ。今次大戦を復讐のため、そして世界制覇のために利用しようと画策する。
オルスン
声：石上裕一
ヴァジュールの友であり、彼を補佐する。自身も家族を殺されており、その復讐心に燃える。
ミューラ・ミウア
声：織田紗綾
ヴァジュールの婚約者。彼の復讐心に苦悩する。

### 死霊兵団
流刑地であるサグバジュ島で処刑された者達の怨念が、死体や魔物に宿り蘇った軍勢。生者への復讐心を糧に次々と仲間たる死者を増やしていく。
ゾロスファー（主人公）
声：萩乃水城
生前は美しい女性医学者だった。魔女の汚名を着せられて殺害されてしまうが、世界に満ちる怨念によってこの世に蘇った。
マスモー
声：西垣俊作
民衆の心を操ったとして処刑された黒魔術師。世界を変える信念で動く。
ガラシャ
声：村椿玲子
生きることに執着する死者。ブリテオン王国に対する復讐心が強い。
ザース
ドリアーゴの相棒を務めるゴブリン。金銭に対する執着心が強い。
ドリアーゴ
ザースの相棒を務めるオーク。食に対する執着心が強い。

### 聖軍エルフィオン
エルフ族を中心とした勢力。第一次大戦を辛くも生き延びるが、今次大戦でもまた領域に眠る資源を求めて多数の国から攻められる。
オリシア（主人公）
声：ふじたれいこ
全てのエルフ族の長。守りの戦いを不利と感じ、望まずも攻めの戦いを決意することになった。
シャルロット
声：宮村優子
エルフ族の優れた軍略家。オリシアの右腕として働く。
キシリ
声：磯村知美
オリシアの妹。姉とは反対に活発な性格である。
オルクレド
エルフ族の最長老にして、一族最高のシャーマン。
シャイン
声：大河望
一族の繁栄を願う青年。独自の外交策を持つが、一族からの理解を得られずにいる。

### ジュドラ連合軍
ジュドラ海域に暮らす様々な種族から成る連合軍。人間族から奴隷同然に扱われてきたが、カエル族、人魚族、精霊族を主軸とする海の民として、自由と誇りのために独立を目指す。
ゼドラ（主人公）
声：陽季想
デルロスの孫。血気盛んな性格であり、率先して戦いにおもむく。
デルロス
声：西村和彦
カエル族の族長。海の民の一斉蜂起を指示した。
キリア
精霊族の一人。敵兵に殺された仲間の復讐のため、一族とともに戦いに身を投じる。
シシリ
声：鷹村遊
海が大陸の者達によって汚されている現状に憤る人魚族の一人。原因となる者たちを排除しようと考える。